# 263 г. пр.н.е.
263 (двеста шестдесет и трета) година преди новата ера (пр.н.е.) е година от доюлианския (Помпилийски) римски календар.

## Събития

### В Римската република
- Консули са Маний Валерий Максим Корвин Месала и Маний Отацилий Крас.
- Основана е латинската колония Изерния.[1]
- Продължава Първата пуническа война:
  - Двамата консули са изпратени в Сицилия с армиите си, достигащи обща численост от 40 000 войници. Присъствието им убеждава множество сицилиански градове да минат на страната на Рим.[2]
  - Римляните установяват контрол над Адран, Халеза, Центурипа, Катане и Камарина в Сицилия.[1]
  - Рим сключва договор с тирана на Сиракуза Хиерон II, който дотогава е съюзник на Картаген.[3] Сиракузкият владетел се задължава да освободи пленниците, които държи, без откуп и да плати 100 таланта, а в замяна на това запазва независимостта си и контрола над Сиракуза и околностите в радиус от 50 километра.[3]

### Мала Азия
- След смъртта на Филитер владетел (но без царска титла) на Пергам става Евмен I.[4]

## Родени
- Антигон III Досон, цар на Македония (умрял 221 г. пр.н.е.)

## Починали
- Филитер, основател на гръцката владетелска династия Аталиди (роден 343 г. пр.н.е.)
- Зенон от Китион, древногръцки философ (роден 334 г. пр.н.е.)